# Бирчи (Олт)
Бирчи (рум. Bircii) насеље је у Румунији у округу Олт у општини Скорничешти. Oпштина се налази на надморској висини од 184 m.

## Становништво
Према подацима из 2002. године у насељу је живело 1213 становника, од којих су сви румунске националности.